# Pavillon Suisse
O Pavilhão Suíço é um edifício da Cidade Universitária de Paris, construído entre 1931 e 1933.
A construção deste pavilhão foi confiada sem concursos pelo Comité das universidades suíças a Le Corbusier e Pierre Jeanneret. A construção deu-se em circunstâncias excepcionalmente difíceis (finanças e natureza do solo) e foi a ocasião de constituir um verdadeiro laboratório de arquitectura moderno: problemas de maior urgência foram abordados lá, em particular a construção resistente à seca e a insonorização.
A sua implantação teve certas dificuldades de acordo com o terreno, o qual não se encontra à mesma cota.
A cidade universitária de Paris foi fundada em 1921 para dar acomodação e aos estudantes estrangeiros em Paris, com um número de pavilhões residenciais dotados por comunidades nacionais diferentes. Le Corbusier aceitou a comissão da comunidade suíça nos finais da década de 1920.
O pavilhão adere a cinco pontos da arquitectura de Le Corbusier, mas com um número de desenvolvimentos desde a Villa Savoye. A fachada livre e a janela horizontal transformaram-se em uma cortina de vidro contínua, no lado sul do edifício. As finas colunas tornaram-se pilares reforçados, desenhados para suportar ventos.
Os quartos de estudantes se localizam sobre o pilotis e os espaços públicos se integram no térreo. A planta acomoda-os em um bloco separado que vai até o solo, e a sua forma curvilínea contrasta com as linhas simples do alojamento de estudantes.
O Pavilhão faz parte do patrimônio histórico da França desde 16 de dezembro de 1986.